# 915
Раннє Середньовіччя •  Епоха вікінгів •  Золота доба ісламу •  Реконкіста

## Геополітична ситуація
У Візантії триває правління Костянтина VII Багрянородного. На підконтрольних франкам теренах існують Західне Франкське королівство, Східне Франкське королівство, Італійське королівство, Бургундія. Північ Італії належить Італійському королівству під владою франків, середню частину займає Папська область, герцогства на південь від Римської області незалежні, деякі області на півночі та на півдні належать Візантії, інші окупували сарацини. Піренейський півострів, окрім Королівства Астурія та Іспанської марки, займає Кордовський емірат. Північну частину Англії захопили дани, на півдні править Вессекс. Існують слов'янські держави: Перше Болгарське царство, Богемія, Моравія, Приморська Хорватія, Київська Русь. Паннонію окупували мадяри.
Аббасидський халіфат очолив аль-Муктадір, халіфат втрачає свою могутність. У Китаї триває період п'яти династій і десяти держав. Значними державами Індії є Пала, Пратіхара, Чола. В Японії триває період Хей'ан. На північ від Каспійського та Азовського морів існує Хозарський каганат.
Територію лісостепової України займає Київська Русь. У Північному Причорномор'ї співіснують різні кочові племена, зокрема печеніги, хозари, алани, кримські готи. Херсонес Таврійський належить Візантії.

## Події
- Князь Ігор уклав угоду з печенігами, які заволоділи степами півдня сучасної України.
- У битві на Гарільяно союз християнських військ на чолі з Папою Римським Іваном X розбив сарацинів.
- Беренгара I короновано римським імператором.
- Мадяри здійснили рейд у Лотарингію, Альзас і Бургундію.
- Богемію очолив Вратислав I.